# Josef Bartík
Brigádní generál  Josef Bartík (30. června 1897 Stachy – 18. května 1968 Praha) byl československý generál a zpravodajský důstojník (krycí jméno Poseidon) působící v druhém oddělení Hlavního štábu v období první republiky, dále potom při československé exilové vládě v Londýně a po osvobození republiky na vedoucí pozici politického zpravodajství ministerstva vnitra. Po komunistickém převratu v roce 1948 byl odsouzen v zinscenovaném procesu.

## Mládí
Narodil se 30. června 1897 v Stachách. Od 13 let byl vychováván u strýce v Plzni, neboť rodiče se vystěhovali do USA. Vystudoval Vyšší reálné gymnázium v Sušici a v roce 1916 byl odvelen na italské bojiště první světové války. Rok nato, v roce 1917 padl do zajetí a vzápětí vstoupil do československých dobrovolnických jednotek v Itálii. Bojů se účastnil zpočátku jako velitel čety, později jako velitel výzvědného oddílu.

## Zpravodajská kariéra
Po vyléčení těžkého zranění nohy z Piavy nastoupil v říjnu 1919 v hodnosti kapitána jako referent ve zpravodajském oddělení Hlavního štábu. Na starosti měl Rumunsko a Itálii. V lednu 1935 byl instalován do funkce přednosty obranné sekce 2. oddělení Hlavního štábu. V této funkce se mj. podílel na řízení asi nejznámějšího čs. špióna Paula Thümmela (A-54) či boji proti německým špionážním sítím na území Československa.
Den před obsazením Čech a Moravy vojsky nacistického Německa opustil společně s Františkem Moravcem a dalšími vybranými zpravodajskými důstojníky republiku a odešel do exilu. Z Velké Británie byl vyslán do Polska, kde řídil tamní zpravodajskou síť a udržoval kontakty s polskými zpravodajskými orgány.
Po obsazení Polska nacisty odešel do Francie, kde do 21. června 1940 řídil obrannou skupinu při čs. vojenské správě. Od června do prosince 1940 působil jako přidělenec u kanadské vojenské mise. Po pádu Francie byl znovu jmenován do funkce přednosty obranného zpravodajství II. odboru (exilového) ministerstva národní obrany. Postupem doby došlo mezi ním a přednostou exilového II. oddělení MNO Moravcem k názorovému rozchodu. Od roku 1942 řídil IV. odbor (exilového) ministerstva vnitra (politické zpravodajství). Od 1. března 1945 působil v Košicích s úkolem organizovat vojenské zpravodajství na osvobozeném území.
10. dubna 1945 byl jmenován přednostou odboru pro politické zpravodajství ministerstva vnitra (odbor "Z"). V srpnu téhož roku byl povýšen do hodnosti brigádního generála. 15. ledna 1946 byl odvolán po komunisty připravené provokaci, když několik kolaborantů a gestapáků bylo přinuceno vypovídat proti němu. Přestože se krátce nato zjistilo, že se jednalo o smyšlenky, Bartík se do funkce již nevrátil. Dále působil ve funkci předsedy odvolacího kárného výboru u I. odboru ministerstva národní obrany, kde byl náhradníkem, prozatímním předsedou a posléze předsedou kárného výboru.

## Zatčení a odsouzení
9. března 1948 byl zatčen a 7. září téhož roku odsouzen za údajné vyzrazení služebního tajemství a zneužití funkce k 5 letům těžkého žaláře. Zároveň byl zbaven hodnosti a byla mu odejmuta získaná vyznamenání. Trest si odpykával na Mírově, Pankráci, Ruzyni a v Leopoldově.
V roce 1953 byl propuštěn. Živil se jako zásobovač a jako hlavní účetní v Ústavu péče o matku a dítě. Zemřel 18. května 1968 v Praze. Často se uvádí datum 23. května, to však je den jeho pohřbu.

## Rehabilitace

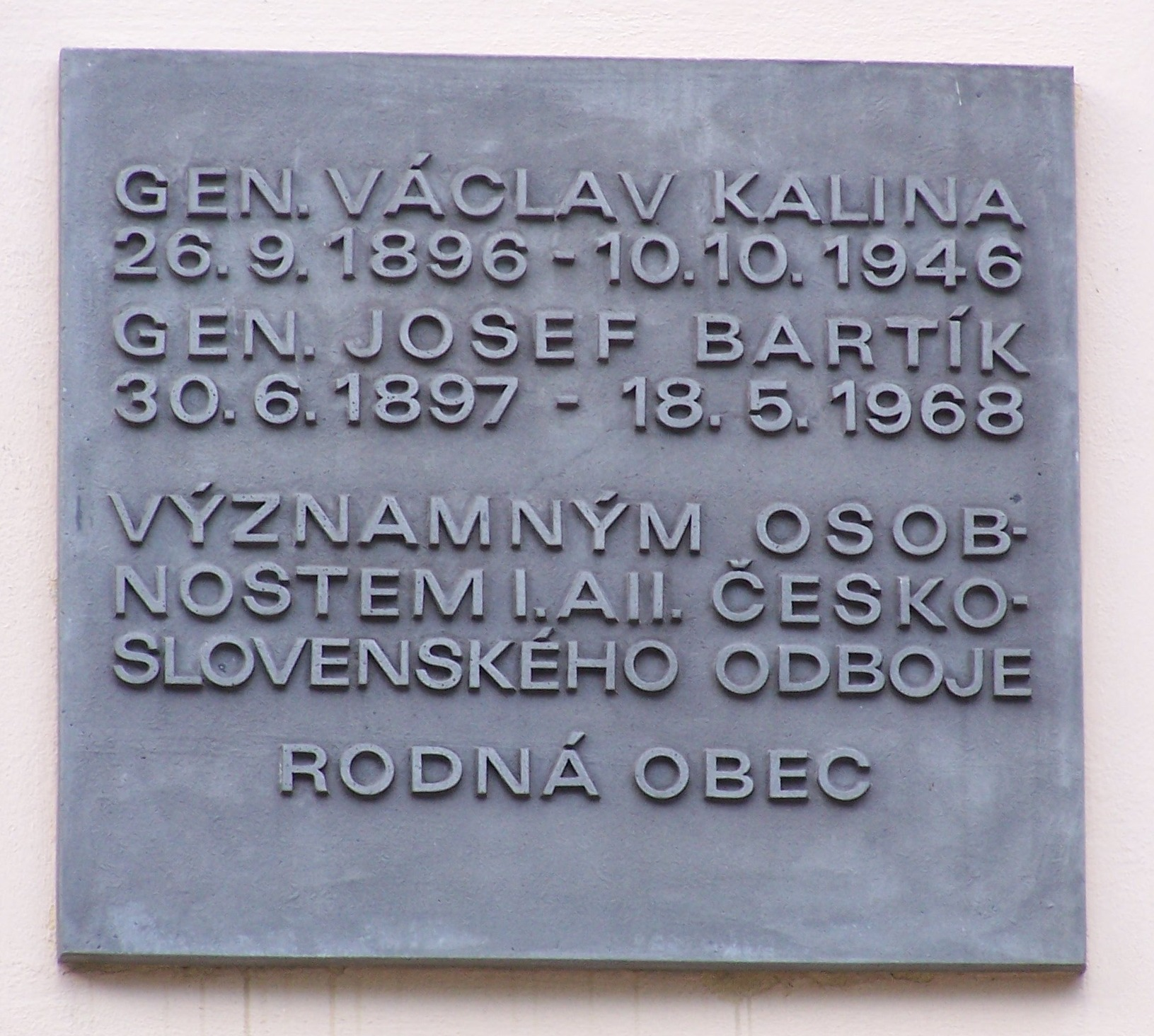
Pamětní deska se jménem J. Bartíka v rodné obci Stachy

Rehabilitován byl Josef Bartík 25. listopadu 1965 v plném rozsahu. In memoriam mu byl v roce 1998 propůjčen čs. Řád Bílého lva III. třídy.

## Osobní život
Byl ženatý, s manželkou Libuší (1900–1988) měl dvě dcery, Zoru (1924–1940) a Dragu (1927–2019). Mezi jeho koníčky patřilo fotografování a plavání. Hodnocen byl jako taktní a schopný získat si za každé situace sympatie.

## Vyznamenání
- 1918  Řád italské koruny
- 1918  Československý válečný kříž 1914–1918
- 1935  Řád rumunské koruny
- 1942  Řád jugoslávské koruny
- 1942  Řád znovuzrozeného Polska
- 1942  Orden Karađorđeve zvezde
- 1944  Řád britského impéria
- 1945  Československý válečný kříž 1939
- 1998 Řád Bíleho lva II. třídy